# Pembroke (Regno Unito)

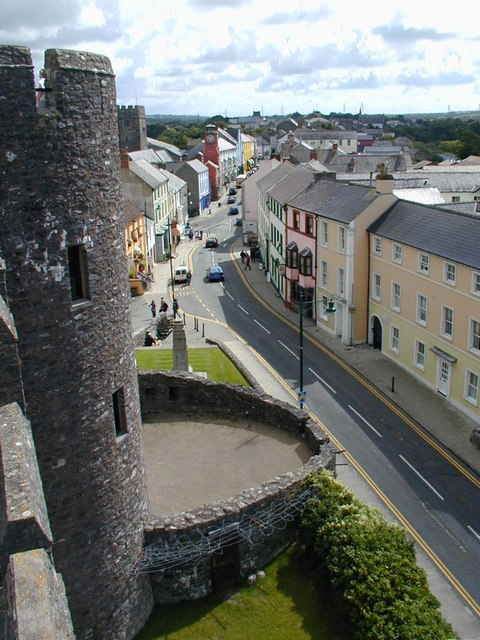
Vista della via principale della cittadina, vista dal castello

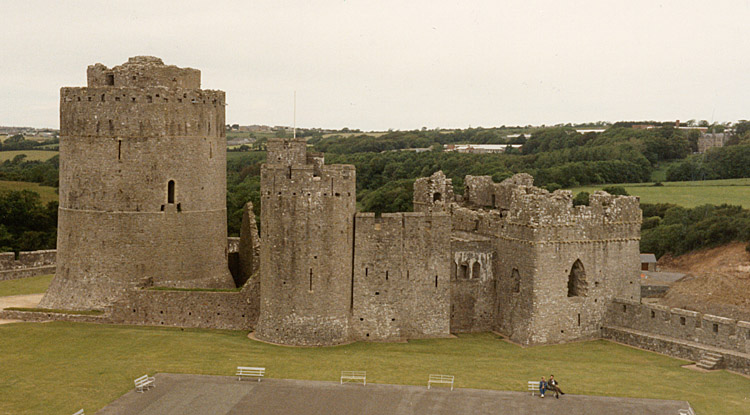
Castello di Pembroke

Pembroke (in gallese Penfro) è un tradizionale capoluogo di contea del Pembrokeshire, nel Galles occidentale. Di fatto, il centro amministrativo è Haverfordwest. Nel suo castello nacque re Enrico VII d'Inghilterra, mentre la città e i suoi dintorni sono strettamente legati ai primi tempi del Cristianesimo nella regione. Fu anche il centro dei Cavalieri di san Giovanni.